# Mapinguari longipetiolatus
Mapinguari longipetiolatus là một loài thực vật có hoa trong họ Lan. Loài này được (Ames & C.Schweinf.) Carnevali & R.B.Singer mô tả khoa học đầu tiên năm 2007.